# فدراسیون بین‌المللی هنرهای رزمی
فدراسیون بین‌المللی هنرهای رزمی (به انگلیسی: International Martial Arts Federation) مخفف (IMAF) از سازمان‌های بین‌المللی هنرهای رزمی می‌باشد و به ترویج و توسعه هنرهای رزمی در سراسر جهان می‌پردازد که دارای ۱۷ شعبه، که دفتر مرکزی ان در توکیوی ژاپن می‌باشد و در سال ۱۹۵۲ تأسیس شده‌است.